# منصور عمر الكيخيا
منصور عمر الكيخيا كاتب وصحفي وناشط وأستاذ في العلوم السياسية من أصل ليبي أمريكي ورئيس قسم العلوم السياسية والجغرافيا في جامعة تكساس في سان أنطونيو. وهو معروف بانتقاداته المنشورة للزعيم الليبي معمر القذافي.

## الحياة الشخصية
كان والده عمر باشا منصور الكيخيا أول رئيس وزراء لبرقة. وكان ابن عمه منصور رشيد الكيخيا وزيرًا للخارجية الليبية سابقًا.
لديه ثلاثة أطفال.

## الظهور الإعلامي
ظهر الكيخيا في حلقة من إنتاج نيتفليكس الأصلي «كيف تصبح طاغية». تضمن الفيلم الوثائقي تعليقاته الخبيرة على حكم معمر القذافي وانكماش الحريات المدنية في ظل نظام القذافي.

## مؤلفات
- القذافي وسياسة المتناقضات.[5]